# NGC 6436
NGC 6436 este o galaxie spirală situată în constelația Dragonul. A fost descoperită în 25 septembrie 1884 de către Lewis A. Swift. Se află la o distanță de 70,47 de megaparseci de Pământ.